# قصر بسمان
قصر بسمان أحد القصور الملكية في الأردن بني عام 1950، يقع إلى الجهة الشرقية من قصر رغدان. كان الغرض من بناءه أن يكون مقراً للديوان الملكي الهاشمي، وأن يضم مكاتب الملك والأمراء ورئاسة الديوان الملكي. وجاءت الحاجة إليه بعد تطوّر الدولة وتعدُّد مؤسساتها. أطلق الملك المؤسس عبدالله الأول اسم «بسمان» على هذا القصر، من البسمة والسرور.

## البناء والعمارة
جرت على القصر مراحل توسعة مختلفة، وتم بناؤه على مرحلتين، ويجمع تصميمُه بين طراز العمارة الإسلامية والتراث العربي الأصيل ومواصفات العمارة الحديثة.
يوجد للقصر مدخلان، ويتميز المدخل الرئيسي الذي يُعرف بـ«القطعة» بوجود توقيع الملك عبدالله الأول محفوراً على حجر من اللون الأخضر فوق بوابة المدخل الذي يؤدي إلى عدد من القاعات متعددة الأغراض والاستخدامات على يمين الداخل ويساره.
على يسار الداخل هناك قاعة ذات أرضية خشبية تُعرف باسم «قاعة بسمان» يزيّنها شعار المملكة الأردنية الهاشمية، وتقام فيها الاستقبالات والمآدب، وتؤدي إلى قاعة أخرى تُعرف باسم «قاعة السينما» نُقشت على سقفها آية قرآنية، حيث يستقبل الملك الضيوف والمهنئين والسفراء فيها، وهي تؤدي إلى قاعة أخرى تُعرف باسم «قاعة السلام».
أما على يمين الداخل، فيوجد ممر تزيّنه مجموعة من المقتنيات والتحف الفنية التي تعود للملك عبد الله الأول، منها نسخة من راسية عمود لقياس مياه المطر في بركة الموقّر تعلوه آية الكرسي، ومجموعة من الصور تلخّص أحداث الثورة العربية الكبرى وبناء الدولة الأردنية، ويقود هذا الممر إلى قاعات متعددة الإستخدامات أيضاً، ومنها «قاعة الصور» المزخرفة بشكل أنيق وبسيط يمنحها رونقاً خاصاً، وتشتمل على صور الملوك الهاشميين، وهي تؤدي إلى قاعة اجتماعات داخلية خاصة. أما المدخل الرئيسي الثاني لقصر بسمان، فيمكن الوصول إليه من خلال درج دائري كبير تقابله نافورة جميلة، ويعلوه سقف مرتفع بزخرفة فنية على طراز العمارة الإسلامية.
تعرضت الأجزاء الخلفية لقصر بسمان (المطلّة على مطار ماركا) للقصف أثناء الحرب العربية الإسرائيلية عام 1967، ثم أعيد إعماره على صورته الأصلية.

## أنظر أيضًا
- قصر الحسينية
- قصر المصلى
- قصر الندوة
- قصر رغدان
- قصر زهران